# 31 Camelopardalis
31 Camelopardalis, som är stjärnans Flamsteed-beteckning, är en dubbelstjärna i den sydvästra delen av stjärnbilden Giraffen, som också har variabelbeteckningen TU Camelopardalis. Den har en genomsnittlig kombinerad skenbar magnitud på ca 5,20 och är svagt synlig för blotta ögat där ljusföroreningar ej förekommer. Baserat på parallaxmätning inom Hipparcosuppdraget på ca 7,2 mas, beräknas den befinna sig på ett avstånd på ca 460 ljusår (ca 140 parsek) från solen. Den rör sig närmare solen med en heliocentrisk radialhastighet på ca -3 km/s.

## Egenskaper
Primärstjärnan 31 Camelopardalis A är en blå till vit stjärna i huvudserien av spektralklass A2 V. Den har en massa som är ca 3 solmassor, en radie som är ca 4,6 solradier och utsänder ca 163 gånger mera energi än solen från dess fotosfär vid en effektiv temperatur på ca 9 400 K.
31 Camelopardalis är en spektroskopisk förmörkelsevariabel, som varierar mellan magnituderna +5,12 till +5,29 på period på 2,933241 dygn i en cirkulär bana. Den är en fristående dubbelstjärna bestående av två stjärnor i huvudserien som inte fyller sina Roche-lober. Omloppsplanet ligger nära siktlinjen från jorden, vilket gör detta till en Beta Lyrae-variabel.